# William Mokoena
William Mokoena (ur. 31 maja 1975 w Johannesburgu) – południowoafrykański piłkarz występujący na pozycji pomocnika.
Podczas kariery piłkarskiej był zawodnikiem takich klubów, jak Manning Rangers, Orlando Pirates, AmaZulu, African Wanderers, Moroka Swallows, Black Leopards, Mofolo Leeds i Lusitano FC. Został powołany do reprezentacji RPA na Mistrzostwach Świata 1998. Nie zagrał w żadnym spotkaniu.